# Djævelens Datter
Djævelens Datter er en stum melodramafilm fra 1913 produceret af Nordisk Films Kompagni og instrueret af Robert Dinesen efter manuskript af Mouritz Hansen.
Filmens titelrolle som den lunefulde kvinde, der ifølge filmens program med rette kaldes "Djævelens Datter", spilles af Else Frölich. Den mandlige hovedrolle som billedhuggeren, der lader sig forføre af "Djævlens Datter", spilles af Robert Dinesen.
Filmen havde dansk premiere den 16. januar 1913 i Panoptikon Teatret, og blev i tysktalende lande distribueret som Ein Teufelsweib, i engelsktalende lande som The Devil's Daughter og i fransktalende lande som L'ensorceleuse.

## Handling
En billedhugger er forlovet med sin kæreste Carmen, men bliver forført af den lunefulde kvinde Ariadne. Carmen hæver forlovelsen og finder trøst hos den rolige læge Dr. Manuel. Ariadne stå model til en skulptur for billedhuggeren, men hendes ondsindede lune får hende til at ødelægge skulpturen, da den er færdig. Billedhuggeren er rasende og begiver sig til Ariadnes slot med en revolver. Lynet slår ned i huset, der gr op i flammer med billedhuggeren og Ariandne indenfor. Carmen og lægen ser på og tænker i deres stille sind, at det er Guds straf.

## Medvirkende
- Else Frölich som Ariadne Leifert, "Djævelens datter"
- Robert Dinesen som Gabriel Toqurni, billedhugger
- Alma Hinding
- Frederik Jacobsen
- Maggi Zinn
- Otto Lagoni
- Mathilde Felumb Friis